# Усатый голавль
Усатый голавль (лат. Squaliobarbus curriculus) — вид лучепёрых рыб из семейства карповых. Единственный представитель рода Squaliobarbus.

## Распространение
Усатый голавль широко распространён в Восточной Азии. Встречается от бассейна Амура, через Приморский край, Китай и Корею до реки Красной (Северный Вьетнам).

## Описание
Длина тела обычно составляет около 12,8 см, максимальная до 48,8 см. Масса тела может достигать 1600 г. Тело усатого голавля удлинённое, покрытое чешуей среднего размера. Лоб плоский, широкий, как у голавля. Рот слабокосой, конечный, небольшой. Анальный и спинной плавники короткие. Брюхо без киля. Брюшина чёрная. Спина тёмная, бока серебристого цвета. Характерная особенность окраски этого вида — несколько параллельных рядов пятен благодаря тому, что на каждой чешуйке у её основания имеется тёмное пятно (кроме чешуй, расположенных на брюшной стороне тела). В углах рта по едва заметному усику; ещё пара усиков находится на верхней челюсти.

## Образ жизни
Образ жизни усатого голавля плохо изучен. Населяет нижние участки крупных рек. Встречается только в местах с замедленным течением. Избегает быстрин. Предпочитает участки, которые густо зарастают растительностью. Ведёт ночной образ жизни. Основу рациона составляют высшие растения и некоторые водоросли. Период нереста: июнь — июль. Икру вымётывает в толще воды. Плодовитость неизвестна.

## Синонимы
- Leuciscus curriculus Richardson, 1846
- Leuciscus teretiusculus Basilewsky, 1855
- Squaliobarbus caudalis Sauvage, 1884
- Squaliobarbus jordani Evermann & Shaw, 1927